# Thomas Brezina
Thomas Conrad Brezina (* 30. ledna 1963, Vídeň) je rakouský spisovatel a televizní moderátor programů pro mládež. Narodil se ve Vídni, v současnosti však bydlí a pracuje v Londýně.

## Biografie
Brezina se narodil ve Vídni . Během školních let začal Brezina psát a obdržel „Velkou rakouskou cenu pro mládež“ za scénáře k televiznímu loutkovému představení „Tim, Tom a Dominik“. Následně působil jako loutkář po boku Arminia Rothsteina  [ de ] , v Rakousku známějšího jako klaun Habakuk, a mimo jiné hrál kouzelníka Tintifaxe. 
Brezina psal pohádky na dobrou noc a rozhlasové hry a nakonec začal pracovat jako asistent režie v pořadech jako Am Dam Des , dětském pořadu rakouského národního veřejnoprávního vysílání Österreichischer Rundfunk (ORF) . Následně se Brezina stal pracovníkem ORF jako redaktor, režisér a nakonec moderátor pořadů pro děti a mládež. 
Jeho průlom jako spisovatel nastal v roce 1990 se sérií The Knickerbocker Gang . O tři roky později následovala knižní série Tom Turbo – detektivní série o „nejchytřejším kole světa“, která byla později upravena pro televizi jako interaktivní dětský pořad.  Od roku 2008 je Brezina zodpovědný za dětský pořad okidoki vysílaný na ORF eins . 
Brezina za svou práci obdržel řadu ocenění, včetně „ Čestného vyznamenání za služby Rakouské republice “  a nejvýznamnější rakouské televizní ocenění Romy za vzdělávací program Forscherexpress („Výzkumný expres“).
Brezina žije ve Vídni a Londýně .  Soukromě se angažuje v charitativních organizacích pro znevýhodněné děti a v roce 1996 se stal velvyslancem dobré vůle UNICEF pro Rakousko. Ke svým 50. narozeninám převzal sponzorství dětí pro Světlo pro svět  a v současnosti působí jako referent pro rakouskou nevládní organizaci. Volkshilfe. 
Vyšel jako gay a od roku 2017 je ženatý s Ivo Belajicem, chorvatským malířem
V letech 2006–2007 byl v Rakousku zvolen spisovatelem roku.

## Díla
Píše knihy pro děti, mládež a dospělé. Mezi jeho díla patří například:
- Penny a sedm bílých tlapek
- Dračí srdce (knižní série)
- Klub záhad
- Klub tygrů
- Brána času
- Klukům vstup zakázán!
- Klukům vstup stále zakázán!
- Dotek anděla
- Expedice Kolumbus
- Kočičí holka
- Kočičí holka 2
- Princezna Viktorie
- Kočičí holka – Nový začátek
- Čtyři kamarádi v akci
- Pořádně ulítlé prázdniny
- Šíleně divocí andílci (knižní série)